# 한국동물보호교육재단
한국동물보호교육재단은 우리사회에 올바른 동물보호문화를 확산시키고, 모든 동물들의 생존을 보호하며, 멸종위기에 처한 동물들을 보전하기 위해 광범위한 동물보호교육의 기반 마련을 목적으로 2008년 1월 21일 설립허가된 대한민국 농림축산식품부 소관의 재단법인이다. 사무실은 서울특별시 성동구 성수2가3동 280-13, 삼환디지털벤처타운 405에 있다.